# Бака, Мирослав
Мирослав Михал Бака (пол. Mirosław Michał Baka) — польский актёр театра, кино и телевидения.

## Биография
Родился 15 декабря 1963 года в г. Островец-Свентокшиский. В 1989 году окончил Вроцлавский филиал Государственной высшей театральной школы в Кракове. Дебютировала в театре в 1987 году. Актёр театров в Еленя-Гуре и Гданьске. Выступает в спектаклях «театра телевидения» с 1987 года.

## Избранная фильмография
- 1987 — Короткий фильм об убийстве / Krótki film o zabijaniu
- 1987 — Баллада о Янушике / Ballada o Januszku
- 1988 — Декалог 5 / Dekalog 5
- 1989 — Везде хорошо, где нас нет / Überall ist es besser, wo wir nicht sind
- 1992 — Перстенёк с орлом в короне / Pierścionek z orłem w koronie
- 1998 — Демоны войны / Demony wojny wedlug Goi
- 2000 — Приговор Франтишеку Клосу / Wyrok na Franciszka Kłosa
- 2003 — Молочный лес / Milchwald
- 2005 — Крик жерлянки / Unkenrufe – Zeit der Versöhnung / Wróżby kumaka
- 2007 — Босиком / Na boso
- 2010 — 1920 год. Война и любовь / 1920. Wojna i miłość
- 2011 — 80 миллионов / 80 milionów
- 2013 — Беги, мальчик, беги / Lauf Junge lauf
- 2014 — Джек Стронг / Jack Strong
- 2019 — Принцип удовольствия / Zasada przyjemności (в шести эпизодах)

## Признание
- 1996 — Серебряный Крест Заслуги.
- 2014 — Серебряная медаль «За заслуги в культуре Gloria Artis»[1].